# Strandby Station

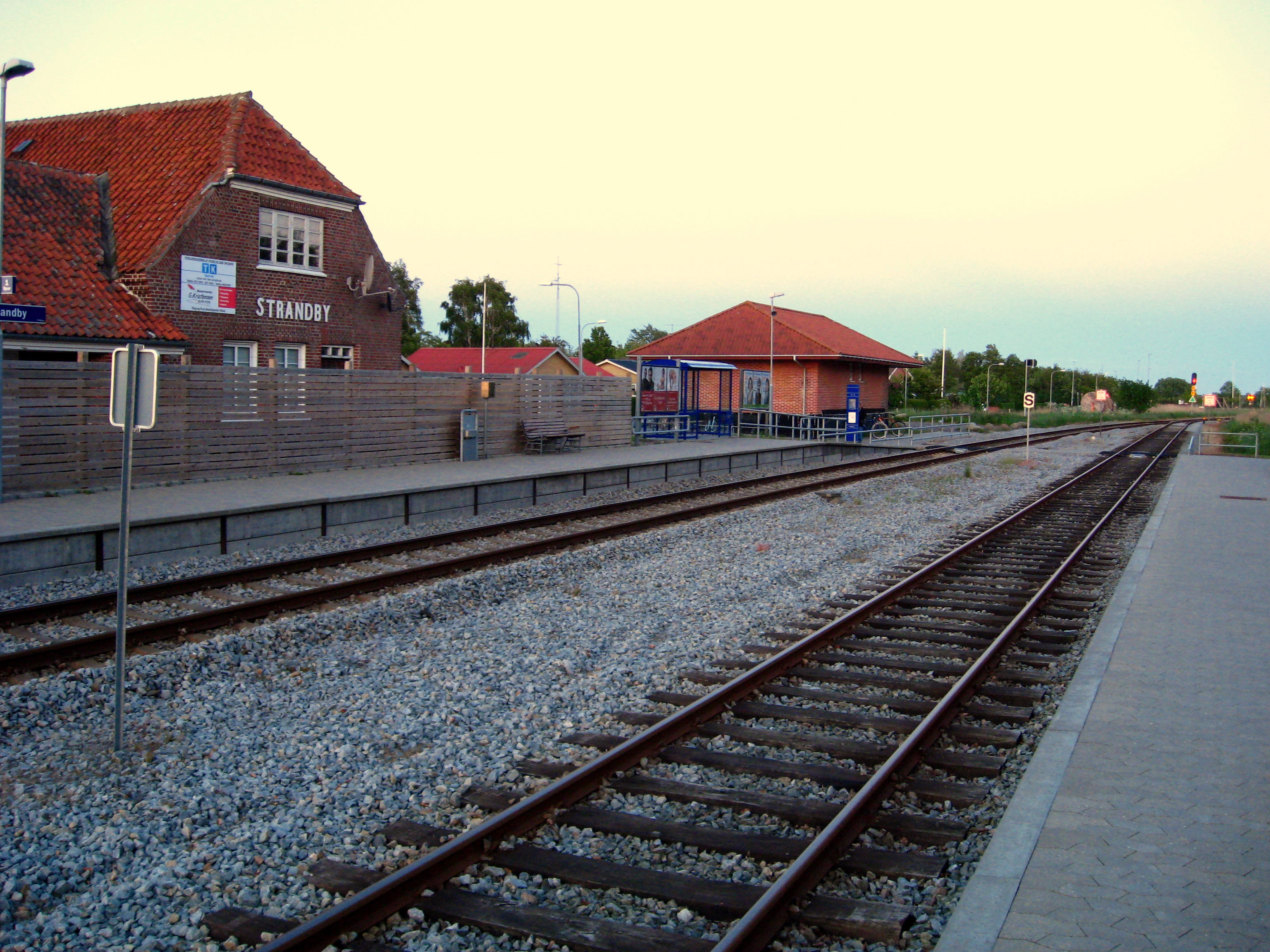
Stationshus och järnvägsmagasin

Strandby station är en järnvägsstation i Strandby i Frederikshavns kommun i Danmark. 
Stationen ligger vid Skagensbanen mellan Frederikshavn och Skagen. Den tillkom 1924 i samband med att Skagenbanan lades om från smalspår till normalspår. Samtidigt drogs en 13 kilometer lång sträckning av banan vid Elling något längre österut och socknens station förlades till Strandby i stället för Elling.
Stationshuset och magasinet, båda i rött tegel, ritades av Skagenbanans arkitekt Ulrik Plesner och uppfördes 1922.
År 1983 byggdes stationsbyggnaden om för att ge bättre lokaler till postväsendet. Senare såldes stationsbyggnaden till ett privat företag. År 2006 renoverades stationen och nya perronger byggdes. En ny väntkur uppfördes också.